# Distretto di Mwanza
Il distretto di Mwanza  (Mwanza District) è uno dei ventotto distretti del Malawi, e uno dei dodici distretti appartenenti alla Regione Meridionale. Copre un'area di 2259 km² e ha una popolazione complessiva di 138.015 persone. La capitale del distretto è Mwanza. 
Nel 2003 il distretto è stato modificato e una sua parte è andata a comporre il nuovo Distretto di Neno.